# Mezinárodní házenkářská federace
Mezinárodní házenkářská federace (IHF, anglicky International Handball Federation) je hlavní řídící organizace světové házené a plážové házené. Její sídlo se nachází ve švýcarské Basileji. V jejím čele v současnosti stojí Egypťan Hassan Moustafa. IHF je řádným členem MOV, dále organizací SportAccord a ASOIF.

## Historie
IHF byla založena 11. července 1946 v Kodani zástupci 8 národních federací. Zakládajícími členy byli Dánsko, Finsko, Francie, Norsko, Nizozemsko, Polsko, Švédsko a Švýcarsko. Prvním prezidentem IHF byl Gösta Björk ze Švédska, který byl v roce 1950 nahrazen Hansem Baumannem ze Švýcarska. V roce 1954 se konalo pod záštitou IHF první Mistrovství světa v házené mužů ve Švédsku za účasti 6 národních týmů a v roce 1957 se v Jugoslávii konalo první Mistrovství světa v házené žen s účastí 9 národních týmů. Na olympijských hrách byla házená organizována poprvé pod záštitou IHF v Mnichově 1972 (turnaj mužů) a Montréalu 1976 (turnaj žen).

### Seznam prezidentů IHF
| Jméno           | Občanství | Období    |
| --------------- | --------- | --------- |
| Gösta Björk     | Švédsko   | 1946—1950 |
| Hans Baumann    | Švýcarsko | 1950—1971 |
| Paul Högberg    | Švédsko   | 1971—1984 |
| Erwin Lanc      | Rakousko  | 1984—2000 |
| Hassan Moustafa | Egypt     | 2000—     |

## Kompetence IHF
- Stanovit oficiální pravidla házené, specifikace zařízení, vybavení a všechny vnitřní prováděcí předpisy, které se musí vztahovat na všechny mezinárodní a olympijské soutěže, pro které IHF stanoví systém soutěže.
- Kontrolovat a upravovat pravidla jmenování mezinárodních rozhodčích.
- Upravovat podmínky přestupů hráčů mezi jednotlivými zeměmi.

## Komise IHF
- Komise pro organizaci a soutěže (COC)
- Komise pro pravidla a rozhodčí (PRC)
- Trenérská a metodická komise (CCM)
- Lékařská komise (MC)
- Komise pro rozvoj (CD)
- Arbitrážní komise (AC)
- Hráčská komise (AC)

## Žebříček IHF
IHF sestavuje světový žebříček, který zařaďuje jednotlivé národní reprezentace podle jejich dosažených výsledků. Sestavují se žebříčky mužů a žen podle výsledků na mistrovstvích světa, olympijských her nebo kontinentálních mistrovstvích, atd.

## Konfederace

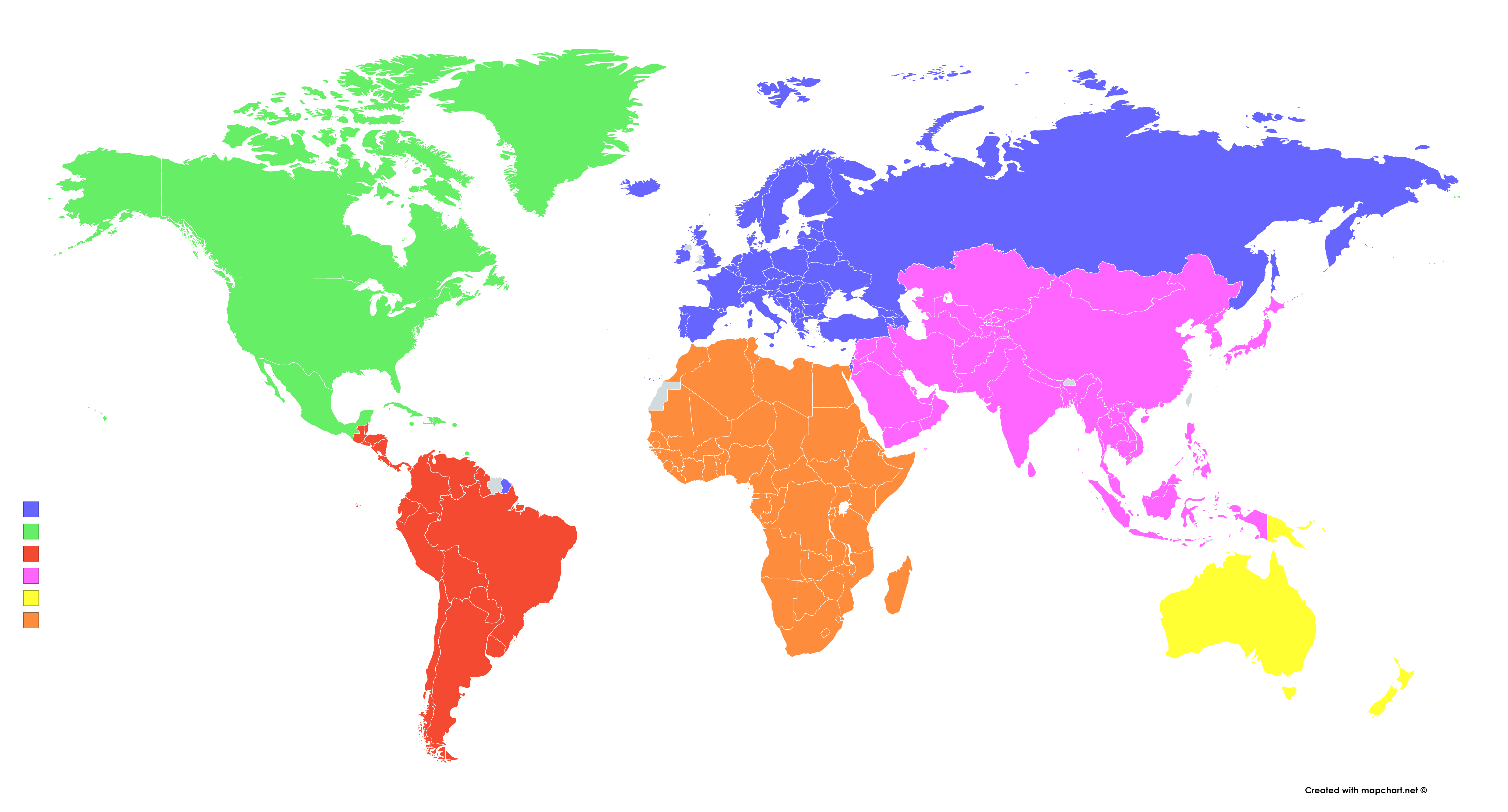
Mapa Konfederační IHF

201 členských federací je rozčleněno do 6 kontinentálních Konfederací:
| Kontinent | Název konfederace                           | zkratka (angličtina) | Vznik | Adresa       | Počet členů |
| --------- | ------------------------------------------- | -------------------- | ----- | ------------ | ----------- |
| Afrika    | Africká házenkářská konfederace             | CAHB                 | 1973  | Lagos        | 52          |
| Amerika   | Panamerická házenkářská federace            | PHF                  | 1977  | Buenos Aires | 26          |
| Asie      | Asijská házenkářská federace                | AHF                  | 1973  | Kuvajt       | 44          |
| Evropa    | Evropská Házenkářská federace               | EHF                  | 1991  | Vídeň        | 50+2        |
| Oceánie   | Oceánská kontinentální házenkářská federace | OCHF                 | 1993  | Guam         | 17+3+1      |

## Akce

### Národní týmy
- Mistrovství světa mužů
- Mistrovství světa žen
- Mistrovství světa juniorů (U21/U20)
- Mistrovství světa kadetů (U18/U17)
- Mistrovství světa v plážové házené
- Mistrovství světa v plážové házené kadetů (U18/U17)
- Házená na letních olympijských hrách

### Kluby
- Super Globe